# Boxset

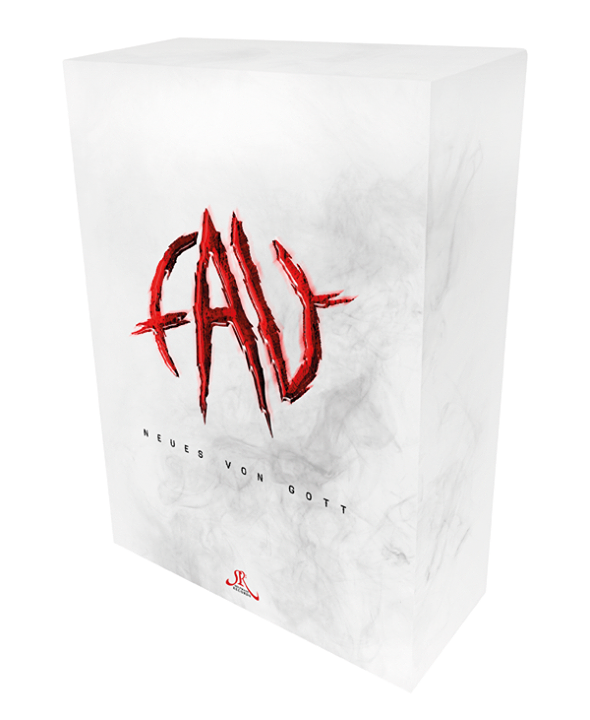
Die Limited Deluxe Box des Albums Neues von Gott von Favorite

Ein Boxset (von englisch box set; unter anderem auch Box-Set, Deluxe Box oder Fanbox) ist eine erweiterte Veröffentlichung eines Tonträgers in einer besonderen Verpackung, die sich in erster Linie an Sammler richtet und meist zusätzliches Material neben dem eigentlichen Werk enthält. Dies können sowohl LPs, CDs oder DVDs, als auch Fanartikel wie beispielsweise T-Shirts, Autogrammkarten oder Schlüsselanhänger sein. Häufig sind Boxsets nur als limitierte Auflage erhältlich.

## Hintergrund
Der Verkauf von Boxsets bietet auch marketingtechnische Vorteile. So spielt seit 2007 bei der Berechnung der deutschen Albumcharts nicht die Gesamtzahl der verkauften Tonträger eine Rolle, sondern vielmehr der insgesamt generierte Umsatz. Da eine Box mit limitierter Auflage für einen höheren Betrag verkauft werden kann als die normale Version eines Albums, ist sie zur Beeinflussung der Chartplatzierung eines Künstlers ein geeignetes Mittel.

## Inhaltliche Konzepte
- Zusammenfassung von CDs, die in derselben Form auch einzeln im Handel erhältlich sind und die originalen Cover bzw. Deckblätter enthalten.
- Zusammenstellung der besten oder erfolgreichsten Titel aus der Schaffenszeit eines Künstlers: ein Super-„Best-Of“ oder eine vollständige Diskografie.
- Zugabe bisher unveröffentlichten Materials wie Bonustracks, B-Seiten von früheren Vinyl-Singles, Demoaufnahmen, Remixe, Instrumental-Versionen, unveröffentlichte Titel, die keinen Platz auf früheren Studioalben hatten.
- Zugabe von Merchandising-Produkten wie z. B. Poster, Autogrammkarten, Gewinnspiele, Jacken, T-Shirts oder einer zweiten Kopie des Albums auf einem anderen Tonträger wie einer Schallplatte oder Kompaktkassette.

## Besonderheiten
Der Rapper Massiv legte 2016 der Box zu seinem Album Raubtier eine Ampulle mit seinem eigenen Blut bei. Die 2019 erschienene Box-Version des Albums Je m’appelle Kriminell des Rappers 18 Karat enthält ein funktionsfähiges Mobiltelefon.